# Bugatti Vision Gran Turismo
La Bugatti Vision Gran Turismo è una concept car prodotta dalla casa automobilistica francese Bugatti nel 2015.
L'auto è stata presentata al salone dell'automobile di Francoforte nel 2015, un mese dopo il rilascio del suo trailer. È stata sviluppata nell'ambito del progetto Vision Gran Turismo e, con il suo inedito linguaggio di design, ha influenzato lo stile della Bugatti Chiron. La combinazione di colori della vettura si basa sulla Bugatti Tipo 57G del 1937, vincitrice di Le Mans.
Esiste un solo esemplare della Vision Gran Turismo, attualmente di proprietà di Hezy Shaked, presidente e CSO di Tillys. Il prezzo della vettura è stimato tra i 5 e i 18 milioni di dollari.

## Caratteristiche tecniche
Progettata da Achim Anscheidt, Sasha Selipanov, Etienne Salome e Frank Heyl, la Vision Gran Turismo è una concept car a due porte che combina l'aspetto di un'auto stradale e quello di un prototipo LMP1.
La Vision Gran Turismo è spinta da un motore W16 quadri-turbo da 8,0 litri, capace di erogare 1673 CV (1230 kW) e 1580 Nm a tutte e quattro le ruote. La velocità massima non è mai stata calcolata su un circuito reale, ma i tecnici hanno potuto stimare una velocità massima teorica di circa 447 km/h, utilizzando un simulatore virtuale del Circuit de la Sarthe. L'auto monta una trasmissione a doppia frizione dotata di sette rapporti.
La Vision Gran Turismo utilizza il telaio Bugatti Chiron numero 6 di pre-produzione. La monoscocca è in fibra di carbonio, le sospensioni sono indipendenti. Numerose appendici aerodinamiche, principalmente in fibra di carbonio, sono presenti sulla carrozzeria della Vision Gran Turismo: una pinna in stile LMP1, un'ala posteriore attiva, un grande splitter anteriore, prese d'aria laterali, diversi NACA duct e alette in stile DTM.

## Proprietà
Al momento solamente due persone hanno acquistato e posseduto la Vision Gran Turismo. L'auto è stata originariamente acquistata dal principe dell'Arabia Saudita Badr bin Saud attraverso un'offerta segreta, insieme a una Bugatti Chiron con la stessa combinazione di colori. L'auto è stata successivamente venduta a Hezy Shaked, presidente e CSO di Tillys.